# Les Vans
Les Vans är en kommun i departementet Ardèche i regionen Auvergne-Rhône-Alpes i sydöstra Frankrike. Kommunen ligger  i kantonen Les Vans som ligger i arrondissementet Largentière. År 2022 hade Les Vans 2 680 invånare.

## Befolkningsutveckling
Antalet invånare i kommunen Les Vans
Referens: INSEE

## Galleri

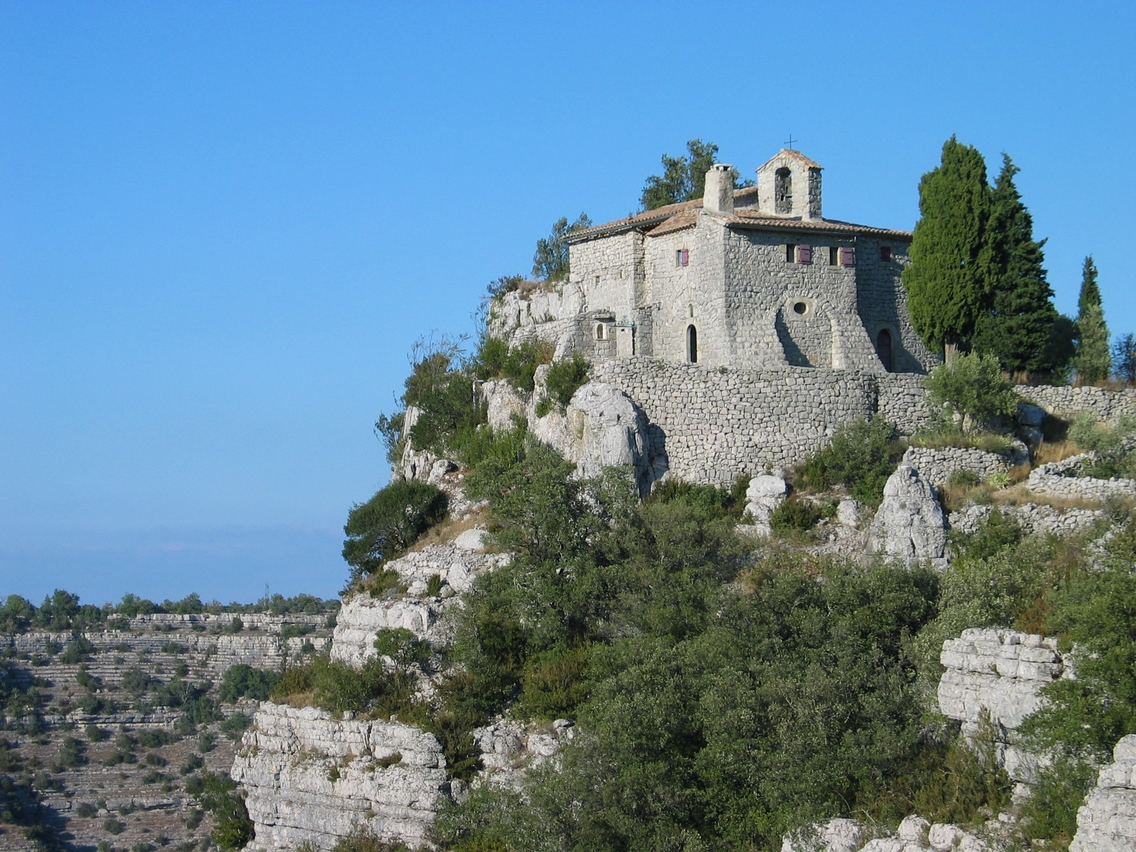
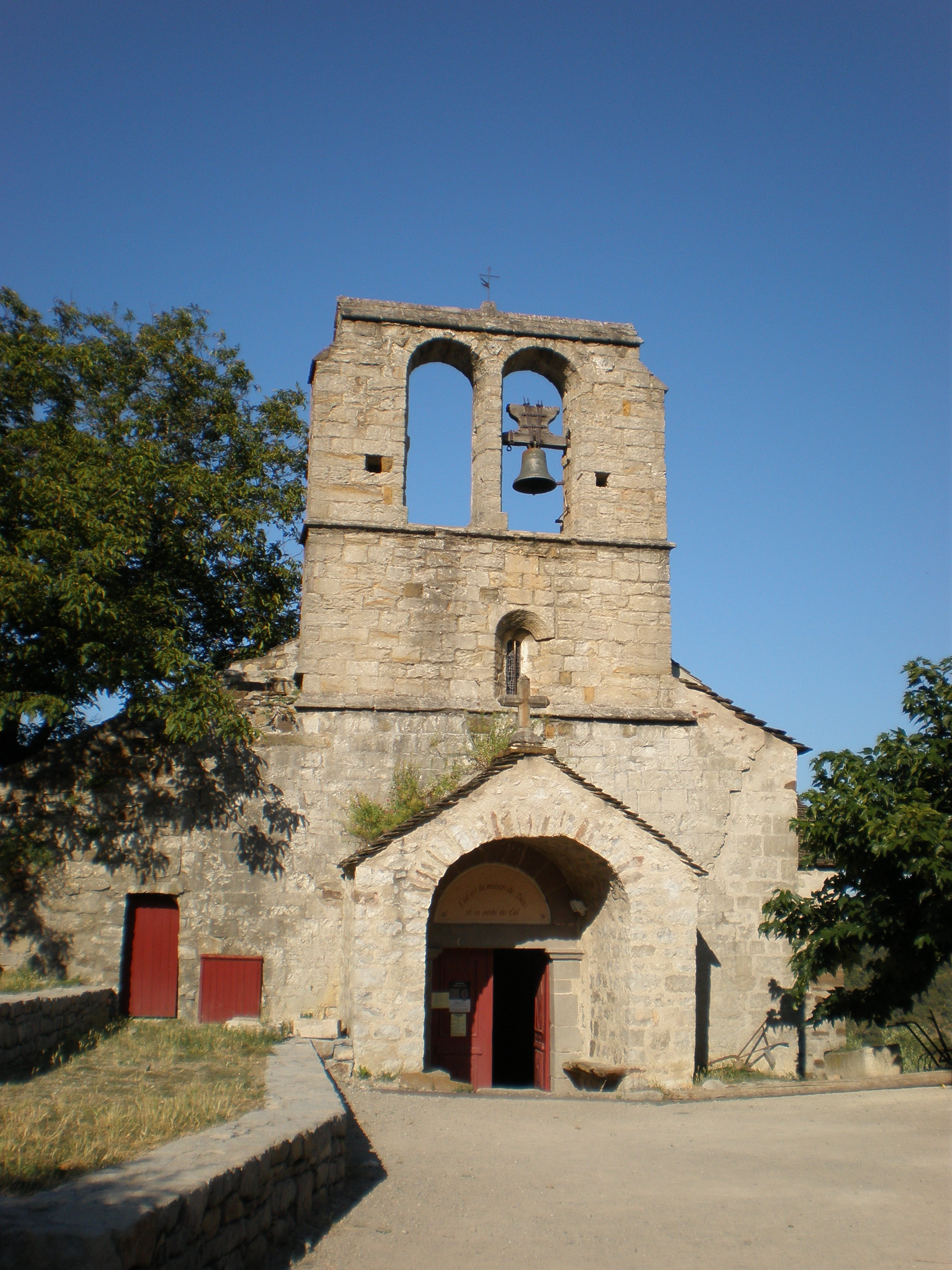
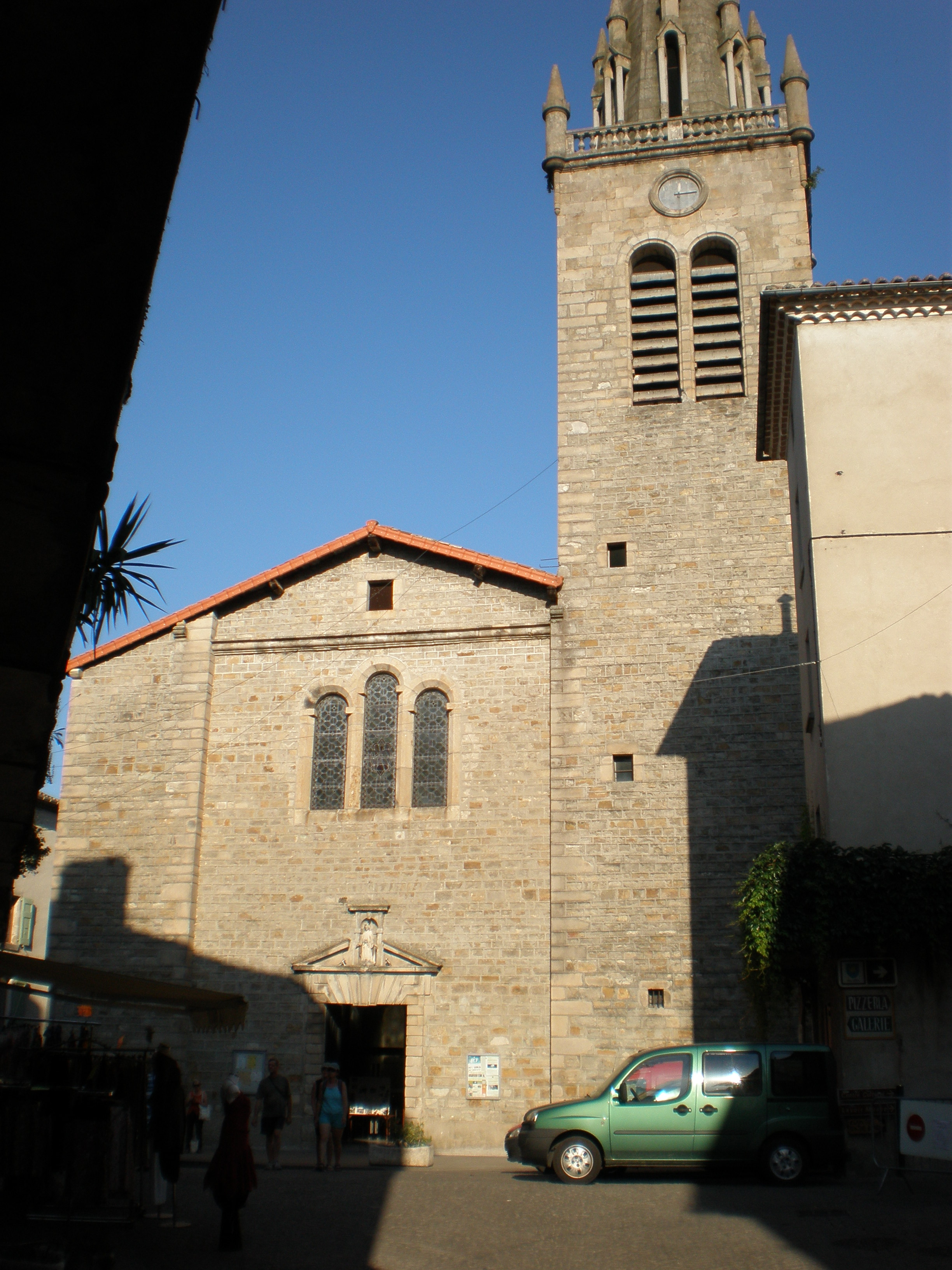
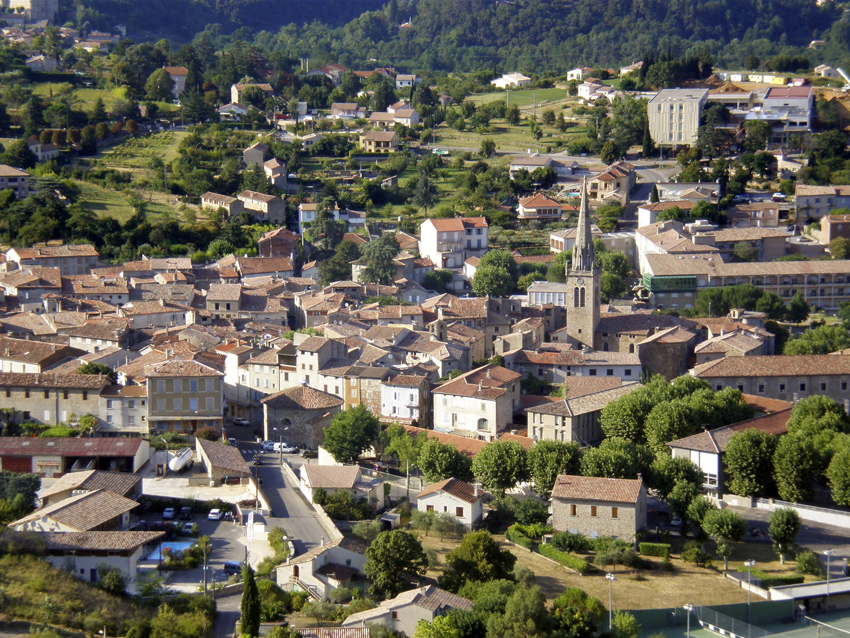
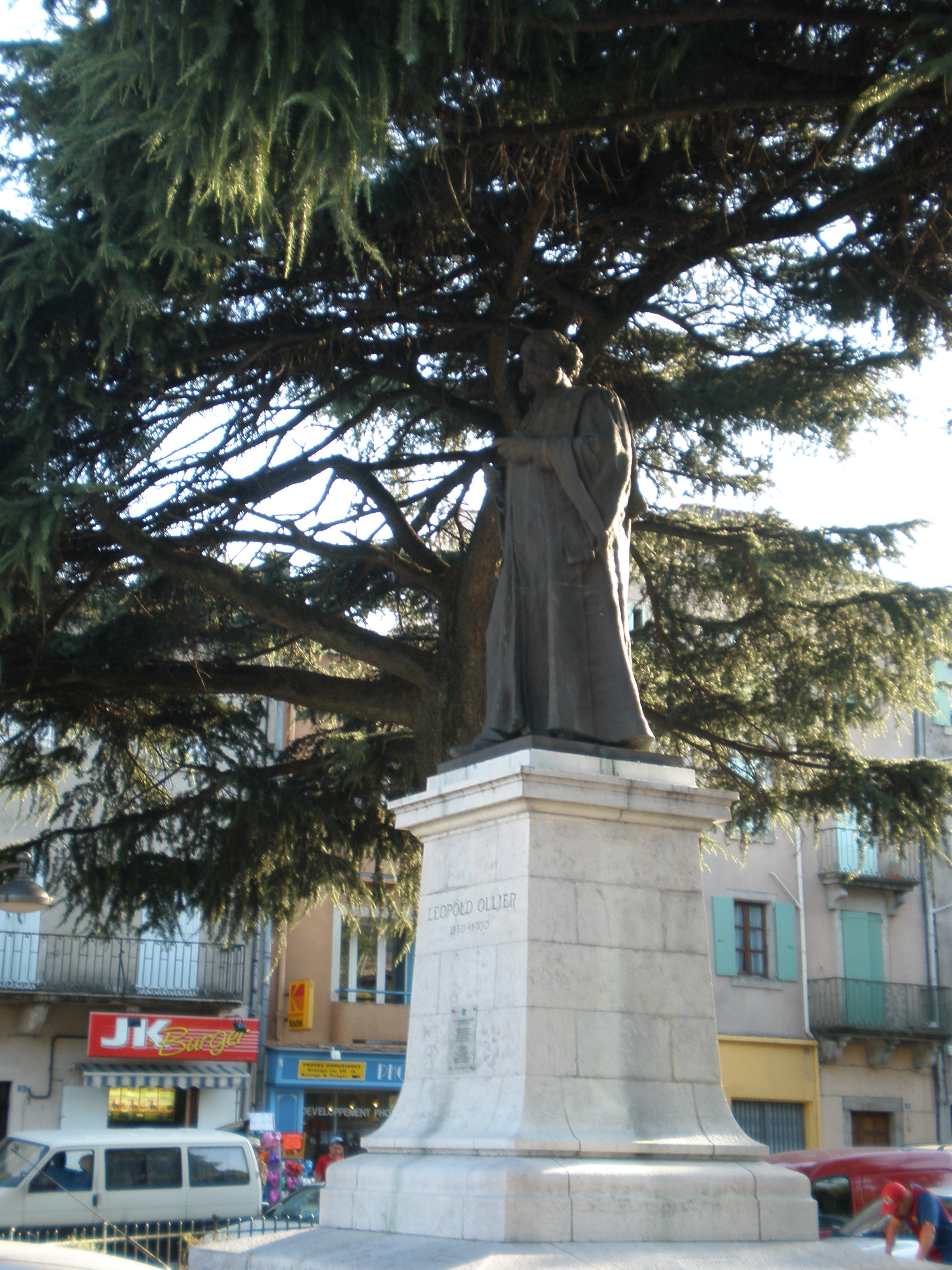